# اوی‌شولت
اوی‌شولت (به مجاری:  Újsolt) یک منطقهٔ مسکونی در مجارستان است که در Solt واقع شده‌است. اوی‌شولت ۳۲٫۸۹ کیلومتر مربع مساحت و ۱۸۶ نفر جمعیت دارد.